# Foxconn
Hon Hai Precision Industry Co., Ltd., tên giao dịch Hon Hai Technology Group (鴻海科技集團) ở Đài Loan, Foxconn Technology Group (富士康科技集团) tại Trung Quốc Đại lục, và Foxconn (富士康) trên toàn cầu, là một nhà sản xuất hợp đồng điện tử đa quốc gia của Đài Loan có trụ sở chính tại Thổ Thành, Thành phố Tân Bắc, Đài Loan.  Năm 2010, Foxconn là nhà cung cấp dịch vụ sản xuất điện tử lớn nhất thế giới và là công ty công nghệ lớn thứ ba tính theo doanh thu. Năm 2023, doanh thu hàng năm của công ty đạt 6,16 nghìn tỷ Tân Đài Tệ (192.377.640.000 đô la Mỹ (tương đương 198.533.892.569 đô la Mỹ vào năm 2024)) và được xếp hạng thứ 20 trong danh sách Fortune Global 500 năm 2023. Công ty là nhà tuyển dụng tư nhân lớn nhất ở Trung Quốc và là một trong những nhà tuyển dụng lớn nhất trên toàn thế giới. Terry Gou là người sáng lập và là cựu chủ tịch của công ty.
Foxconn sản xuất các sản phẩm điện tử cho các công ty lớn của Mỹ, Canada, Trung Quốc, Phần Lan và Nhật Bản. Các sản phẩm đáng chú ý do Foxconn sản xuất bao gồm BlackBerry, iPad, iPhone, iPod, Kindle, Nintendo 3DS, Nintendo Switch, Nintendo Switch Lite, các thiết bị Nokia, các thiết bị Google Pixel, các thiết bị Xiaomi, PlayStation 3, PlayStation 4, Wii U, Xbox 360, Xbox One, và một vài sockets CPU, bao gồm socket TR4 CPU trên một số motherboards. Tính đến năm 2012, các nhà máy của Foxconn đã sản xuất ước tính khoảng 40% tất cả các thiết bị điện tử tiêu dùng được bán trên toàn thế giới.
Hon Hai Precision Industry Co. đã bổ nhiệm Young Liu làm chủ tịch mới thay thế người sáng lập Terry Gou, có hiệu lực vào ngày 1 tháng 7 năm 2019. Young Liu là giám đốc bộ phận bán dẫn đồng thời là phó chủ tịch của Foxconn. Các nhà phân tích cho biết việc bàn giao báo hiệu định hướng tương lai của công ty, nhấn mạnh tầm quan trọng của chất bán dẫn, cùng với các công nghệ như trí tuệ nhân tạo, robot và lái xe tự động, sau khi mảng kinh doanh chính truyền thống là lắp ráp điện thoại thông minh của Foxconn đã trưởng thành. Một trong những hướng đi quan trọng của Foxconn là tập trung sức mạnh vào chất bán dẫn. Nó đã đầu tư hàng trăm triệu nhân dân tệ vào Châu Hải, tỉnh Quảng Đông, và Tế Nam thuộc tỉnh Sơn Đông để xây dựng các nhà máy sản xuất chip kể từ năm 2018, mà Young Liu chủ yếu là xúc tiến. Ông cũng từng là chủ tịch đơn vị chip của công ty ở Châu Hải, tỉnh Quảng Đông.
Công ty đã vướng vào một số tranh cãi. Năm 2010, sau một loạt vụ nhân viên tự tử tại nhà máy ở Thâm Quyến, Foxconn đã bị các nhà hoạt động lao động chỉ trích, những người cáo buộc công ty cung cấp mức lương thấp và cho nhân viên làm việc quá thời gian quy định. Phân tích cho thấy trong khi tỷ lệ tự tử của công nhân Foxconn là lớn về giá trị tuyệt đối, các vụ tự tử trên cơ sở phần trăm lại thấp hơn một chút so với tổng số công nhân nói chung.

## Lịch sử

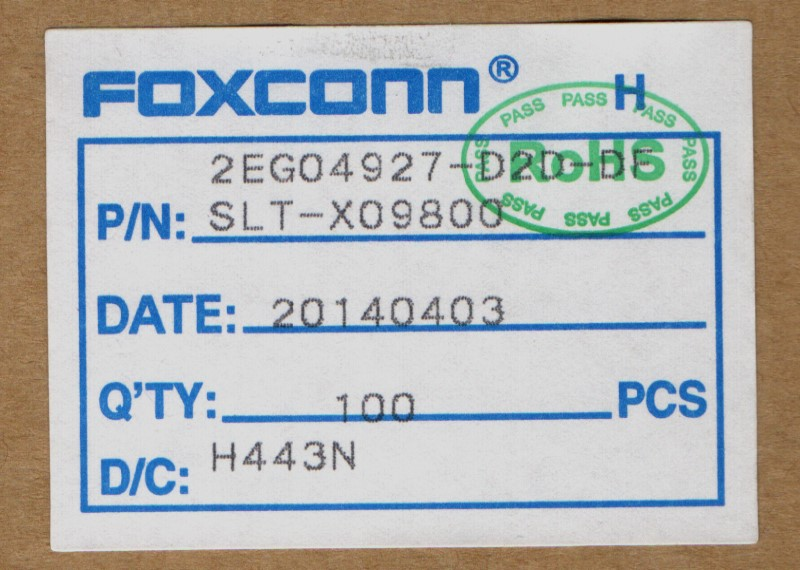
Foxconn connector box tag năm 2014

Terry Gou thành lập Hon Hai Precision Industry Co., Ltd. chuyên sản xuất thiết bị điện tử vào năm 1974. Năm 1988, nhà máy sản đầu tiên tại Trung Quốc của công ty tại Long Hoa, Thâm Quyến đi vào hoạt động.
Một trong những cột mốc quan trọng đối với Foxconn xảy ra vào năm 2001 khi Intel chọn công ty sản xuất bo mạch chủ mang thương hiệu Intel thay vì Asus. Đến tháng 11 năm 2007, Foxconn tiếp tục mở rộng sản xuất với kế hoạch xây dựng một nhà máy mới trị giá 500 triệu đô la Mỹ ở Huệ Châu, miền nam Trung Quốc.
Tháng 1 năm 2012, Foxconn bổ nhiệm Tien Chong (Terry) Cheng là giám đốc điều hành của công ty con FIH Mobile Limited. Ông từ chức cùng năm với lý do sức khỏe. Vào thời điểm này, Foxconn chiếm khoảng 40% sản lượng điện tử tiêu dùng trên toàn thế giới.
Việc mở rộng được triển khai sau khi Foxconn mua lại 10% cổ phần của công ty điện tử Nhật Bản Sharp Corporation vào tháng 3 năm 2012 với giá 806 triệu đô la Mỹ và mua tới 50% số màn hình LCD được sản xuất tại nhà máy của Sharp ở Sakai, Nhật Bản. Tuy nhiên, thỏa thuận đã bị phá vỡ do cổ phiếu của Sharp tiếp tục lao dốc trong những tháng tiếp theo. Vào tháng 9 năm 2012, Foxconn công bố kế hoạch đầu tư 494 triệu đô la Mỹ vào việc xây dựng 5 nhà máy mới ở Itu, Brazil, tạo ra 10.000 việc làm.
Năm 2014, Foxconn mua lại Công ty Asia Pacific Telecom và có được giấy phép phổ tần trong một cuộc đấu giá, cho phép công ty vận hành thiết bị viễn thông 4G tại Đài Loan.
Ngày 25 tháng 2 năm 2016, Sharp đã chấp nhận chào mua 700 tỷ yên (6,24 tỷ đô la Mỹ) từ Foxconn để mua lại hơn 66% cổ phiếu có quyền biểu quyết của Sharp. Tuy nhiên, do Sharp có các khoản nợ không được tiết lộ mà sau đó đã được đại diện pháp lý của Sharp thông báo cho Foxconn nên thương vụ này đã bị ban giám đốc Foxconn tạm dừng. Foxconn đã yêu cầu hủy bỏ thỏa thuận nhưng nó đã được tiến hành bởi cựu chủ tịch Sharp. Terry Gou trong cuộc họp, sau đó đã viết một từ "義" có nghĩa là Chính nghĩa lên bảng trắng, nói rằng Foxconn nên tôn trọng thỏa thuận này. Một tháng sau, vào ngày 30 tháng 3 năm 2016, thỏa thuận được công bố là hoàn tất trong một tuyên bố chung trên báo chí, nhưng với mức giá thấp hơn.
Năm 2016, Foxconn, cùng với Tencent và đại lý ô tô hạng sang Harmony New Energy Auto, thành lập Future Mobility, một công ty khởi nghiệp về ô tô với mục tiêu bán ô tô cao cấp hoàn toàn chạy bằng điện vào năm 2020. Một đơn vị của Foxconn, Foxconn Interconnect Technology, đã mua lại Belkin International giá 866 triệu đô la vào ngày 26 tháng 3 năm 2018.
Năm 2020 doanh thu 5,36 nghìn tỷ đài tệ 
Vào ngày 5 tháng 2 năm 2020, Foxconn bắt đầu sản xuất khẩu trang và quần áo y tế tại nhà máy ở Shenzhen, Trung Quốc, trong dịp Tết Nguyên đán và cao điểm của đại dịch COVID-19. Ban đầu, công ty cho biết mặt nạ mà họ sản xuất sẽ dành cho nhân viên nội bộ. Sự bùng phát của dịch bệnh coronavirus năm 2019 dẫn đến nhu cầu khẩu trang trên toàn thế giới tăng đột biến, dẫn đến tình trạng khan hiếm toàn cầu. Trong một lá thư gửi cho nhân viên, Chủ tịch Young Liu nói: "Tôi nhớ rõ cảm động như thế nào khi Longhua Park sản xuất mặt nạ đầu tiên của chúng tôi lúc 4:41 sáng ngày 5 tháng 2. Đây là sản phẩm đơn giản nhất nhưng quan trọng nhất mà Foxconn từng làm. Nó không chỉ cung cấp nhu cầu phòng chống dịch bệnh của nhóm, nó cũng đã đóng góp cho công chúng và thúc đẩy tinh thần của nhóm. Tất cả những điều đó là kết quả của sự chăm chỉ của các đồng nghiệp của chúng tôi. "
Sau gần một năm tranh cãi công khai về tình trạng thiếu vắc-xin COVID-19; vào tháng 6 năm 2021, Đài Loan đã đồng ý cho phép người sáng lập Terry Gou, thông qua tổ chức từ thiện Yongling Foundation của mình, tham gia với nhà sản xuất chip theo hợp đồng TSMC và thay mặt họ đàm phán mua vắc xin COVID-19. Tháng 7 năm 2021, đại lý bán hàng tại Trung Quốc của BioNTech là Fosun Pharma thông báo rằng Foxconn và TSMC đã đạt được thỏa thuận mua 10 triệu vắc xin BioNTech COVID-19 từ Đức cho Đài Loan. Hai nhà sản xuất công nghệ này cam kết mua năm triệu liều với giá trị lên tới 175 triệu USD để quyên góp cho chương trình tiêm chủng của Đài Loan.

## Hoạt động quốc tế
Phần lớn các nhà máy của Foxconn nằm ở Đông Á, những nhà máy khác ở Brazil, Ấn Độ, Châu Âu và Mexico. .

### Trung Quốc Đại lục

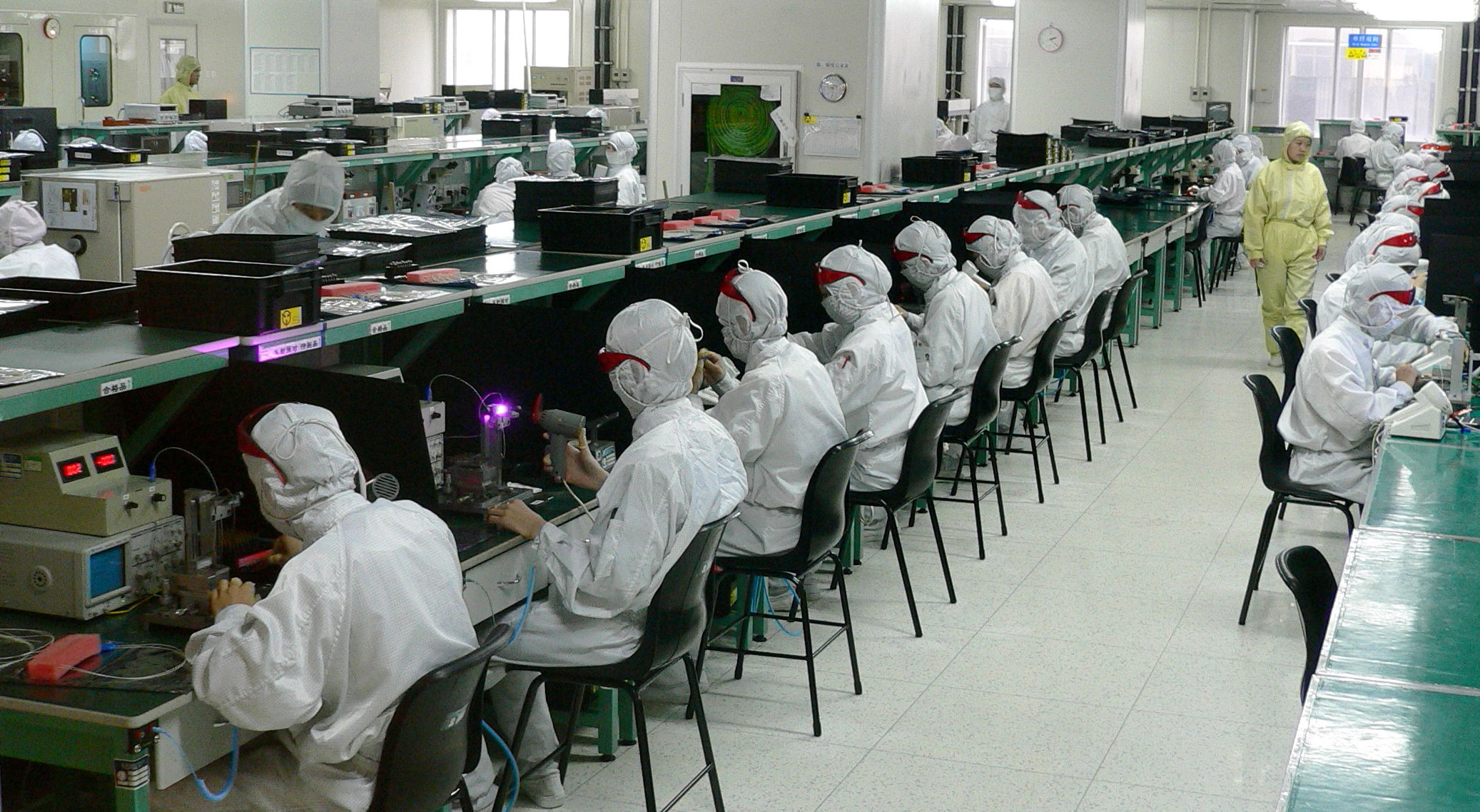
One of the production floors in Foxconn factory at Shenzhen

Foxconn có 12  nhà máy tại 9 thành phố của Trung Quốc—nhiều hơn bất kỳ quốc gia nào.
Nhà máy lớn nhất của Foxconn đặt tại Long Hoa, Thâm Quyến, nơi hàng trăm nghìn công nhân (số lượng khác nhau bao gồm 230,000, 300,000, và 450,000) làm việc tại Longhua Science & Technology Park, một khuôn viên có tường bao quanh đôi khi được gọi là "Foxconn City", chuyên sản xuất các dòng iPhone của Apple.
Có diện tích khoảng 3 km2 (1,2 dặm vuông Anh),  công viên bao gồm 15 nhà máy, ký túc xá công nhân, 4 hồ bơi, một đội cứu hỏa, và kênh truyền hình riêng (Foxconn TV), và trung tâm thành phố với cửa hàng tạp hóa, ngân hàng, nhà hàng, cửa hàng sách và bệnh viện. Trong khi một số công nhân sống ở các thị trấn và làng mạc xung quanh, những người khác sống và làm việc bên trong khu phức hợp; 1/4 số nhân viên sống trong ký túc xá và nhiều người trong số họ làm việc tới 12 giờ một ngày trong 6 ngày mỗi tuần.
Một "thành phố" khác của nhà máy Foxconn được đặt tại Zhengzhou Technology Park ở Trịnh Châu, Hà Nam, nơi được báo cáo là có 120.000 công nhân được tuyển dụng tính đến năm 2012.
Sự mở rộng trong tương lai của Foxconn bao gồm các địa điểm tại Vũ Hán (Hồ Bắc), Haizhow, Côn Sơn (Giang Tô), Thiên Tân, Bắc Kinh, và Quảng Châu (Quảng Đông), Trung Quốc. Một chi nhánh Foxconn chủ yếu sản xuất các sản phẩm của Apple là Hongfujin.
Ngày 25 tháng 5 năm 2016, BBC báo cáo rằng Foxconn đã thay thế 60.000 nhân viên vì nó đã tự động hóa "nhiều nhiệm vụ sản xuất liên quan đến hoạt động của họ". Tổ chức này sau đó đã xác nhận những tuyên bố đó.

### Brazil
Tất cả các cơ sở của công ty ở Nam Mỹ đều được đặt tại Brazil, bao gồm các nhà máy sản xuất điện thoại di động ở Manaus và Indaiatuba cũng như các cơ sở sản xuất ở Jundiaí, Sorocaba, và Santa Rita do Sapucaí. Công ty đang xem xét đầu tư nhiều hơn vào Brazil.

### Châu Âu

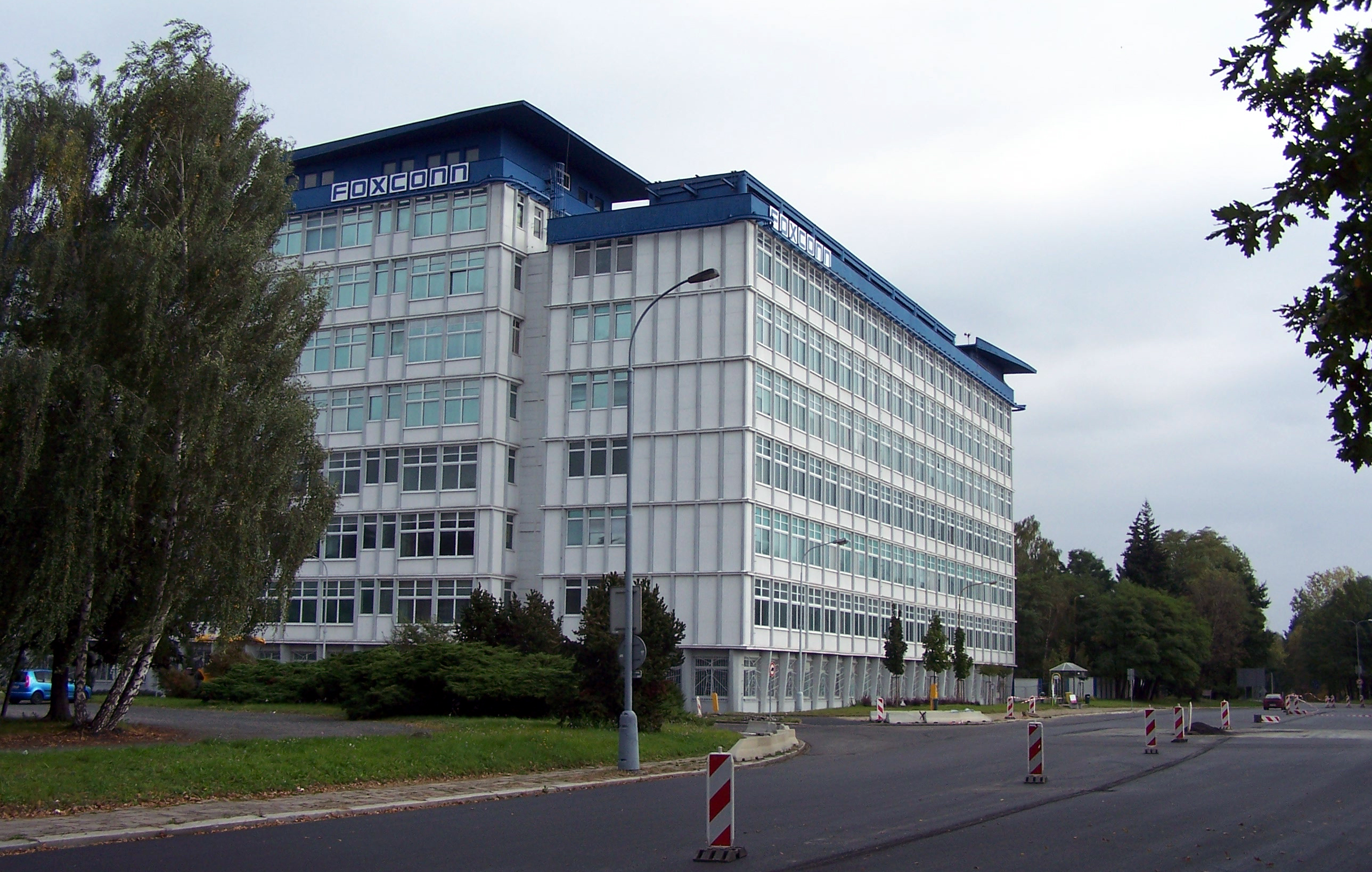
A Foxconn factory in the Czech Republic

Foxconn có các nhà máy ở Hungary, Slovakia, Cộng hòa Czech, và Thổ Nhĩ Kỳ. Nó là nhà xuất khẩu lớn thứ hai ở Cộng hòa Czech.
Cơ sở Thổ Nhĩ Kỳ nằm cách Istanbul 100 km về phía Tây trong European Free Trade Zone  ở Corlu. Nó được thành lập năm 2010. nó có diện tích 14.300m².

### Ấn Độ
Giữa năm 2015, Foxconn đang đàm phán để sản xuất iPhone của Apple tại Ấn Độ. Vào năm 2015, Foxconn thông báo rằng họ sẽ thành lập 12 nhà máy ở Ấn Độ và sẽ tạo ra khoảng một triệu việc làm. Họ cũng thảo luận về ý định hợp tác với Adani Group để mở rộng hoạt động trong nước. Vào tháng 8 năm 2015, Foxconn đầu tư vào Snapdeal.  Họ cũng đã ký MOU với chính quyền bang Maharashtra để thiết lập một nhà máy sản xuất thiết bị điện tử tại Maharashtra với vốn đầu tư 5 tỷ USD trong thời hạn 5 năm. Tháng 9 năm 2016 Foxconn bắt đầu sản xuất sản phẩm với Gionee. Vào tháng 4 năm 2019, Foxconn đã báo cáo rằng họ đã sẵn sàng sản xuất hàng loạt iPhone mới hơn ở Ấn Độ. Chủ tịch Terry Gou cho biết việc sản xuất sẽ diễn ra tại thành phố Chennai, miền nam nước này.

### Nhật Bản
Foxconn và Sharp Corporation cùng vận hành hai nhà máy chuyên sản xuất ti vi màn hình lớn ở Sakai, Osaka. Tháng 8 năm 2012, có thông tin rằng Sharp, trong khi thực hiện tái cấu trúc doanh nghiệp và thu hẹp quy mô, đã xem xét bán nhà máy cho Foxconn. Công ty được cho là đã chấp nhận kế hoạch. Việc mua lại đã được hoàn tất với một thỏa thuận trị giá 3,8 tỷ đô la vào tháng 8 năm 2016.

### Malaysia

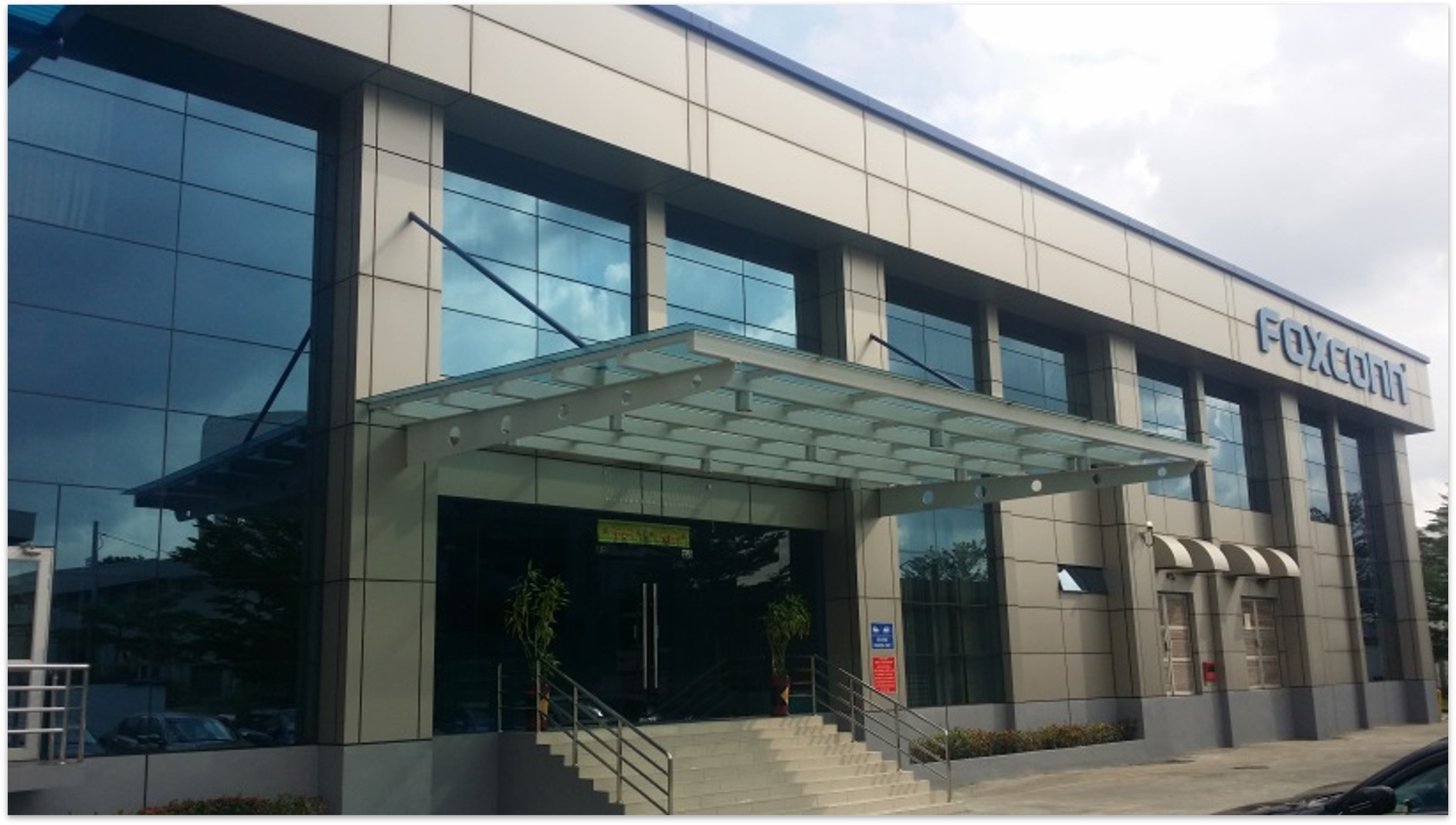
Foxconn Technology Malaysia factory at Kulai, Malaysia

Tính đến năm 2011, Foxconn có ít nhất bảy nhà máy ở bang Johor, tại Kulai, nơi đang phát triển một khu công nghiệp bao gồm bốn nhà máy với các dây chuyền lắp ráp cũng như đóng gói hoàn toàn tự động.

### Mexico
Foxconn có một cơ sở ở San Jerónimo, Chihuahua ể lắp ráp máy tính,  và hai cơ sở ở Juárez – một cơ sở sản xuất cũ của Motorola chuyên sản xuất điện thoại di động, và một nhà máy sản xuất set-top box được mua lại từ Cisco Systems. TV LCD cũng được sản xuất trong nước ở Tijuana tại một nhà máy mua lại từ Sony.

### Hàn Quốc
Công ty đã đầu tư 377 triệu đô la vào tháng 6 năm 2014 để nhận 4.9 cổ phần trong một nhà cung cấp dịch vụ CNTT của Hàn Quốc, SK C&C.

### Mỹ
Foxconn thông báo vào ngày 26 tháng 7 năm 2017 rằng họ sẽ xây dựng một nhà máy sản xuất TV trị giá 10 tỷ đô la ở đông nam Wisconsin và ban đầu sẽ sử dụng 3.000 công nhân (dự kiến sẽ tăng lên 13.000). Là một phần của thỏa thuận, Foxconn được thiết lập để nhận các khoản trợ cấp từ 3 tỷ đến 4,8 tỷ USD (được trả theo mức tăng dần nếu Foxconn đạt được các mục tiêu nhất định), đây sẽ là khoản trợ cấp lớn nhất từng được trao cho một công ty nước ngoài trong lịch sử Hoa Kỳ. Một số ước tính rằng Foxconn dự kiến sẽ đóng góp 51,5 tỷ đô la vào GDP của Wisconsin trong 15 năm tới, tức là 3,4 tỷ đô la mỗi năm. Tuy nhiên, nhiều nhà kinh tế cũng bày tỏ sự hoài nghi rằng lợi ích sẽ vượt quá chi phí của thỏa thuận. Những người khác lưu ý rằng Foxconn đã đưa ra những tuyên bố tương tự về việc tạo việc làm trong quá khứ nhưng không thành hiện thực. Foxconn cũng được Thống đốc Scott Walker miễn trừ việc đệ trình một tuyên bố về tác động môi trường, khiến các nhà môi trường chỉ trích. Nhà máy được ước tính góp phần đáng kể vào việc ô nhiễm không khí trong khu vực. Các nhà môi trường chỉ trích quyết định cho phép Foxconn hút 26.000 mét khối (7×106 gal Mỹ) ước mỗi ngày từ hồ Michigan. Với những lo ngại về nước, Foxconn đang chi 30 triệu đô la cho công nghệ xả không chất lỏng. Foxconn cũng được yêu cầu thay thế các vùng đất ngập nước với tỷ lệ cao hơn các công ty khác; Foxconn phải khôi phục 2 mẫu đất ngập nước cho mỗi 1 mẫu đất bị xáo trộn thay vì tỷ lệ 1,2 trên 1 như các công ty khác.
Kể từ ngày 4 tháng 10 năm 2017, Foxconn đã đồng ý đặt nhà máy của họ ở Mount Pleasant, Wisconsin, và động thổ nhà máy vào ngày 28 tháng 6 năm 2018. Tổng thống Trump đã tham dự để thúc đẩy sản xuất của Mỹ.
Vào tháng 1 năm 2019, Foxconn cho biết họ đang xem xét lại các kế hoạch ban đầu để sản xuất màn hình LCD tại nhà máy Wisconsin, với lý do chi phí lao động cao ở Hoa Kỳ.
Theo một thỏa thuận mới được công bố vào tháng 4 năm 2021, Foxconn sẽ giảm đầu tư theo kế hoạch xuống còn 672 triệu USD với 1.454 việc làm mới. Các khoản tín dụng thuế dành cho dự án đã giảm xuống còn 8 triệu đô la.

### Việt Nam
Tháng 5 năm 2016, công ty con của Foxconn là FIH (Foxconn International Holdings) chính thức đàm phán thành công thương vụ mua lại nhà máy Nokia Việt Nam thuộc sở hữu của Microsoft được đặt tại khu công nghiệp Việt Nam - Singapore (VSIP, Bắc Ninh), nằm trên diện tích rộng 65.400m2 với tổng vốn đầu tư 302 triệu USD.

## Khách hàng chính
Danh sách sau đây bao gồm các khách hàng lớn hiện tại hoặc trong quá khứ của Foxconn. Danh sách được cung cấp theo thứ tự bảng chữ cái.

Quốc gia xuất xứ hoặc cơ sở hoạt động của họ được đặt trong ngoặc đơn.
- Acer Inc. (Đài Loan)[91]
- Amazon.com (Mỹ)[10]
- Apple Inc. (Mỹ)[92]
- BlackBerry Ltd. (Canada)[93]
- Cisco (Mỹ)[94]
- Dell (Mỹ)[95]
- Fisker Inc (Mỹ) [96]
- Google (Mỹ)[97]
- Hewlett-Packard (Mỹ)[98]
- Huawei (Trung Quốc)[99]
- InFocus (Mỹ)
- Intel (Mỹ)
- Lenovo (Trung Quốc)
- Microsoft Corp. (Mỹ)[100][101]
- Motorola Mobility (Mỹ)[95]
- Nintendo (Nhật Bản)[102]
- HMD Global (Dưới thương hiệu Nokia) (Phần Lan)[92][103]
- Sega (Nhật Bản)
- Sony (Nhật Bản)[104]
- Toshiba (Nhật Bản)[105]
- Vizio (Mỹ)[106]
- Xiaomi (Trung Quốc)[107]

## FIH Mobile
FIH Mobile là một công ty con của Foxconn ocung cấp các dịch vụ như phát triển sản phẩm và hỗ trợ sau bán hàng. Nó được chuyển đến thiên đường thuế của đảo Cayman năm 2000.
Vào ngày 18 tháng 5 năm 2016, FIH Mobile thông báo mua lại mảng kinh doanh điện thoại phổ thông của Microsoft Mobile. Microsoft Mobile Vietnam cũng là một phần của thương vụ bán cho FIH Mobile, bao gồm nhà máy sản xuất tại Hà Nội, Việt Nam. TPhần còn lại của mảng kinh doanh đã được bán cho một công ty mới có trụ sở tại Phần Lan là HMD Global, công ty bắt đầu phát triển và bán các thiết bị mới mang nhãn hiệu Nokia từ đầu năm 2017. Tổng doanh thu cho cả hai công ty lên tới 350 triệu USD. FIH Mobile hiện đang sản xuất các thiết bị mang nhãn hiệu Nokia mới do HMD phát triển.

## Tranh cãi
Foxconn đã vướng vào một số tranh cãi liên quan đến những bất bình hoặc cách đối xử của nhân viên. Foxconn có hơn một triệu nhân viên. Ở Trung Quốc, nó tuyển dụng nhiều người hơn bất kỳ công ty tư nhân nào khá tính đến  năm 2011.

### Tình trạng lao động
Nhiều lần cáo buộc về điều kiện làm việc tồi tệ đã được đưa ra. Các bản tin nêu rõ thời gian làm việc kéo dài, đồng nghiệp Đài Loan phân biệt đối xử với công nhân Trung Quốc Đại lục, và thiếu mối quan hệ làm việc tại công ty. Mặc dù Foxconn được chứng minh là tuân thủ trong hầu hết các lĩnh vực khi Apple Inc. kiểm tra nhà máy sản xuất iPod và iPhone của họ vào năm 2007, cuộc kiểm tra đã chứng minh một số cáo buộc. Vào tháng 5 năm 2010, Shanghaiist đưa tin rằng các nhân viên bảo vệ đã bị bắt quả tang đánh công nhân nhà máy.
Để phản ứng với hàng loạt báo chí tiêu cực, đặc biệt là liên quan đến vụ tự tử của công nhân trong đó 14 người chết từ tháng 1 đến tháng 5/2010, Steve Jobs đã bảo vệ mối quan hệ của Apple với công ty vào tháng 6 năm 2010, với lý do rằng đối tác Trung Quốc của họ là "khá tốt đẹp" và "không phải là sweatshop". Tuy nhiên, trong khi đó, một báo cáo do 20 trường đại học ở Hồng Kông, Đài Loan và Trung Quốc Đại lục cùng thực hiện đã mô tả các nhà máy Foxconn là trại lao động với tình trạng lạm dụng công nhân và làm thêm giờ bất hợp pháp trên diện rộng.
Mối quan tâm gia tăng vào đầu năm 2012 bởi một bài báo đăng trên The New York Times vào tháng 10 năm 2011. Nó báo cáo bằng chứng chứng minh một số chỉ trích. Cuộc kiểm toán năm 2012 do Apple Inc. ủy quyền và Hiệp hội Lao động Công bằng thực hiện cho thấy rằng người lao động thường xuyên phải làm thêm giờ vô nhân đạo lên đến 34 giờ mà không được tăng lương và cho thấy rằng tai nạn tại nơi làm việc suy nhược và tự tử có thể là phổ biến. Một tổ chức phi lợi nhuận Hồng Kông, Students and Scholars Against Corporate Misbehaviour, đã viết nhiều báo cáo tiêu cực về cách đối xử của Foxconn đối với nhân viên của mình, chẳng hạn như trong năm 2010 và 2011. Những điều kiện này thường cho thấy những điều kiện tồi tệ hơn nhiều so với cuộc kiểm toán của Fair Labour Association đưa ra năm 2012, nhưng chúng dựa vào một số lượng nhỏ hơn những người cung cấp thông tin cho nhân viên, khoảng từ 100 đến 170. Cuộc kiểm toán của Fair Labor Association vào năm 2012 đã sử dụng các cuộc phỏng vấn với 35.000 nhân viên Foxconn.
tháng 1 năm 2012, khoảng 150 nhân viên Foxconn đã đe dọa tự sát hàng loạt để phản đối điều kiện làm việc của họ. Một công nhân cho biết cuộc biểu tình là kết quả của việc 600 công nhân bị chuyển đến một địa điểm nhà máy mới "không thể chịu nổi". Vào tháng 9 năm 2012, một cuộc ẩu đả tại ký túc xá công nhân ở Taiyuan, Shanxi, nơi một người bảo vệ được cho là đã đánh một công nhân, đã leo thang thành một cuộc bạo động với 2.000 người và đã bị an ninh dập tắt.
Vào tháng 10 năm 2012, công ty thừa nhận rằng trẻ em 14 tuổi đã làm việc trong thời gian ngắn tại một cơ sở ở Yantai, Shandong, như một phần của chương trình thực tập, vi phạm giới hạn độ tuổi 16 đối với lao động hợp pháp.  Foxconn nói rằng các công nhân đã được đưa đến để giúp giải quyết tình trạng thiếu lao động và Tân Hoa xã dẫn lời một quan chức nói rằng 56 thực tập sinh chưa đủ tuổi sẽ được trả lại trường học của họ. Reuters dẫn lời Foxconn nói rằng 2,7% lực lượng lao động của họ ở Trung Quốc là thực tập sinh dài hạn hoặc ngắn hạn. Đáp lại sự giám sát kỹ lưỡng, Foxconn cho biết họ sẽ cắt giảm thời gian làm thêm từ 20 giờ một tuần hiện tại xuống dưới 9 giờ một tuần.
Cũng trong tháng 10 năm 2012, đã có một cuộc khủng hoảng liên quan đến một công nhân bị thương, trong đó Zhang Tingzhen, 26 tuổi, bị điện giật và ngã trong một tai nạn tại nhà máy một năm trước đó. Các bác sĩ đã tiến hành phẫu thuật ngay lập tức để loại bỏ một phần não của anh ấy, "[sau đó] anh ấy bị mất trí nhớ và không thể nói, không thể đi lại". Khi cha anh ta cố gắng đòi tiền bồi thường vào năm 2012, Reuters đưa tin rằng Foxconn đã bảo gia đình chở và đưa anh ta đi giám định khuyết tật ở Huizhou cách đó 70 km, nếu không sẽ cắt tài trợ cho việc điều trị của anh ta. Các bác sĩ của anh ta đã phản đối động thái này vì sợ xuất huyết não trên đường đi, và công ty tuyên bố rằng họ đã hành động theo luật lao động. Gia đình anh sau đó đã kiện Foxconn vào năm 2012 và lập luận trước tòa rằng Tingzhen đã bị triệu tập đến nhầm thành phố. Năm 2014, một tòa án phán quyết rằng anh ta phải được giám định ở Huệ Châu để nhận tiền bồi thường, và Foxconn đề nghị giải quyết để người cha tiếp tục những lời chỉ trích của mình, nhưng bị từ chối.
Vào tháng 2 năm 2015, Beijing News đưa tin rằng một quan chức của Liên đoàn Công đoàn Toàn Trung Quốc (ACFTU), Guo Jun, nói rằng Foxconn bị cáo buộc buộc nhân viên làm việc ngoài giờ, dẫn đến cái chết không thường xuyên do karōshi hoặc tự sát. Guo Jun cũng nói rằng việc làm thêm giờ bất hợp pháp là do thiếu điều tra và các hình phạt nhẹ. Ngược lại, Foxconn đã đưa ra một tuyên bố nghi ngờ các cáo buộc của Guo Jun, và lập luận rằng công nhân muốn làm thêm giờ để kiếm thêm tiền.
Vào tháng 11 năm 2017, Financial Times đưa tin rằng họ đã phát hiện một số sinh viên làm việc 11 giờ mỗi ngày tại nhà máy iPhone X ở tỉnh Henan, vi phạm quy định 40 giờ mỗi tuần đối với trẻ em. Đáp lại, Foxconn thông báo rằng họ đã ngừng việc làm thêm giờ bất hợp pháp của các thực tập sinh tại nhà máy mà 3.000 sinh viên đã được thuê vào tháng 9 năm đó.
Kể từ 2016, Foxconn đã thay thế lực lượng lao động của mình bằng robot, đến năm 2016 đã thay thế 50% lực lượng lao động của Foxconn và có kế hoạch tự động hóa hoàn toàn các nhà máy.
Vào năm 2019, một báo cáo được Taiwan News đưa ra cho biết một số quản lý của Foxconn đã gian lận sử dụng các bộ phận bị từ chối để chế tạo iPhone.

### Các vụ tự tử
Các vụ tự tử của các công nhân Foxconn đã thu hút sự chú ý của giới truyền thông. Trong số những trường hợp đầu tiên thu hút sự chú ý của báo chí là cái chết của Sun Danyong, một người đàn ông 25 tuổi tự tử vào tháng 7 năm 2009 sau khi báo cáo về việc mất nguyên mẫu iPhone 4 mà anh ta bảo quản. Theo The Telegraph, Sun Danyong đã bị các nhân viên an ninh đánh đập. Cũng có một loạt vụ tự tử được cho là có liên quan đến lương thấp trong năm 2010, mặc dù các nhân viên cũng lưu ý Foxconn trả lương cao hơn các công việc tương tự. Để đối phó với hàng loạt vụ tự tử của công nhân, trong đó 14 người chết vào năm 2010, Foxconn đã lắp đặt lưới ngăn chặn tự tử ở chân các tòa nhà ở một số cơ sở và hứa sẽ đưa ra mức lương cao hơn đáng kể tại các cơ sở sản xuất ở Shenzhen. Năm 2011, Foxconn cũng thuê công ty Burson-Marsteller để giúp đối phó với dư luận tiêu cực từ các vụ tự tử. Năm đó, lưới dường như giúp giảm tỷ lệ tử vong, mặc dù ít nhất bốn nhân viên đã chết do nhảy khỏi các tòa nhà.
Tháng 1 năm 2012, đã có một cuộc phản đối của công nhân về các điều kiện ở Wuhan, với 150 công nhân đe dọa sẽ tự sát hàng loạt nếu điều kiện nhà máy không được cải thiện. Năm 2012 và năm 2013, ba nhân viên trẻ của Foxconn được cho là đã chết vì nhảy khỏi các tòa nhà. tháng 1 năm 2018, một vụ tự tử khác được báo cáo bởi một công nhân nhà máy, sau khi Li Ming, 31 tuổi, nhảy lầu tự tử tại một tòa nhà ở Zhengzhou, nơi sản xuất iPhone X.

### Dự án Wisconsin Valley
Dự án ban đầu cam kết đầu tư 10 tỷ đô la vào năm 2017 và sử dụng tới 13.000 công nhân nhưng hiện đã thu hẹp xuống còn 672 triệu đô la với 1.454 việc làm.